# Mulig verden
 Der er for få eller ingen kildehenvisninger i denne artikel, hvilket er et problem. Du kan hjælpe ved at angive troværdige kilder til de påstande, som fremføres i artiklen.

En mulig verden er en verden, der ikke er (logisk) umulig. Udtrykket blev opfundet af Leibniz.

## Mulig verden teorien i litterære studier
Mulig verdener teori på litterære studier anvender begreber fra mulige verden logik og anvender dem til verdener, der er oprettet af fiktive tekster, fiktive univers. Navnlig muligt-verden teorien giver et nyttigt ordforråd og begrebsapparat til at beskrive disse verdener. Men en litterære verden er en bestemt type af mulige verden, fjern adskiller sig fra de mulige verdener i logic.
Dette skyldes, at en litterær tekst rummer sit eget system af modalitet, bestående af nuværende verdener (aktuelle begivenheder) og verdener (mulige hændelser).
I fiktion, princippet om samtidighed, udvider det til at dække det tredimensionelle aspekt, når det overvejes at lade to eller flere fysiske objekter, realiteter, opfattelser og objekter ikke-fysisk, kan sameksistere i samme tid og rum. Således er et litterært univers gives autonomi på samme måde som det nuværende univers.
Litterære kritikere, som f.eks. Marie-Laure Ryan, Lubomir Doležel, og Thomas Pavel, har brugt mulige verdener teori til at behandle begreberne litterære sandhed, arten af fictionality, og forholdet mellem fiktive verdener og virkelighed. Tagclouds - udbud af fiktive muligheder er også blevet foreslået hvor sandsynligheden for en fiktiv verden vurderes.
Mulige-verden teorien bruges også indenfor narratology til delt en bestemt tekst i sit konstituerende verdener, og aktuelle. I denne tilgang, modale struktur i den fiktive tekst er analyseret i forhold til Stis historie og tematisk bekymring.